# 2507 Bobone
2507 Bobone è un asteroide della fascia principale. Scoperto nel 1976, presenta un'orbita caratterizzata da un semiasse maggiore pari a 2,7808341 UA e da un'eccentricità di 0,0840118, inclinata di 10,31586° rispetto all'eclittica.
È intitolato a Jorge Bobone, astronomo e direttore dell'Osservatorio di Córdoba.
Fino al 2002 era considerato un componente della famiglia di asteroidi Cerere; in seguito è stato riconosciuto, insieme allo stesso Cerere, come un "intruso" all'interno della famiglia (rinominata in famiglia Gefion), con la quale condivide i parametri orbitali ma non l'origine.